# メガロード-01
メガロード-01（メガロード ゼロワン、メガロード ワン）は、OVA『超時空要塞マクロス Flash Back 2012』に登場する架空の宇宙船。人類の種や文化の存続を主眼において立案された人類移住計画（銀河播種計画）を実行する第1次超長距離移民船団の旗艦。

## 設定

### 建造
1999年7月、地球に異星人の宇宙艦、識別名ASS-1（エイリアン・スターシップ・1）が落下。異星人の存在を察知した人類は、地球統合政府と地球統合軍を樹立し、地球を防衛する手段としてグランドキャノン構想と宇宙艦隊構想を考案する。その宇宙艦隊の中核として、ASS-1をSDF-1マクロスに改修し、その過程で得たオーバーテクノロジーのフィードバックを受け、2003年より月面アポロ基地の地下工廠でマクロス級2番艦（SDF-2）の建造が始まった。落下した艦の未知のシステムをほぼそのまま流用した結果さまざまなトラブルに見舞われたSDF-1に対し、SDF-2は統合軍による運用を前提とした、まったくの新設計艦である。巨大艦隊中の単なるいち砲艦にすぎないと思われるASS-1と異なり、SDF-2は単艦で長距離長期間の作戦行動を可能とすべく、莫大な新機軸のもとに建造された。艦のサイズもSDF-1の1,200mよりも二周りほど大型化し1,620mとなるが、地球側の技術展開により総質量の増加は比較的軽微なものである。当初はマクロスより遅れて4年後に進宙し、2番目の恒星間宇宙戦艦として就役する予定であった。ゼントラーディ軍との第一次星間大戦中も建造が進められ、月面であることが幸いしてゼントラーディ軍ボドル基幹艦隊の地球軌道爆撃を免れる。
終戦後しばしの中断を経て、種の保存を目的とした新統合政府の宇宙移民政策（人類移住計画）の第1陣として、宇宙戦艦から宇宙移民船へと計画が変更されることになる。この際、艦級がマクロス級からメガロード級へと改められ、メガロード級移民船1番艦「メガロード-01」となる。設計も全面的に見直され、透明スクリーンに包まれた都市区画を核とする構造となる。全長は1,770m、全備重量は3,030万t、長旅に備え物資の備蓄・生産区画を拡げたため、乗員はSDF-1の半分以下の25,000人とされた。移民船であるため戦闘能力は低く、SDF-1で市民生活を混乱させたトランスフォーメーション機能は本艦では採用していない。道中の有事に備えゼントラーディ艦を含む新統合宇宙軍の護衛艦隊が随行する。

### 就航
メガロード-01率いる第1次超長距離移民船団は2012年9月に地球を出発し、人類の居住可能な惑星を探して銀河系中心方面へと旅立っていく。艦長はSDF-1の航空管制主任を務め、新統合政府の要職でもあった早瀬未沙（のちに一条未沙）。当初よりSDF-2艦載機として開発されていた新鋭可変戦闘機VF-4ライトニングIIIを主力とする護衛部隊には、一条輝指揮下のスカル大隊が就く。また、第一次星間大戦を勝利に導いたアイドル歌手リン・ミンメイも、地球各地で「さよならサマーコンサートツアー」を成功させたあと、本艦に乗り込む。なお、メガロード-01就航直後には宇宙航路の調査を兼ねた先遣隊として、SDF-1の量産型SDFN級12隻が順次地球を発つ（乗員は軍人・民間人あわせて1万人規模）。
しかしながら、2016年7月、メガロード-01は銀河系中心付近で新統合政府との連絡が途絶え、以後消息は不明となる（未知のメロディーの正体を探るべくダークホール内に侵入し、別の銀河へ転移したとの非公式情報もある）。新統合政府は宇宙移民政策の動揺を懸念してこの件を非公表とする。
その後も、2030年に後継である新マクロス級超大型移民船が出航するまでのあいだ、メガロード級が建造され、第2次以降の超長距離移民船団の中核として銀河系各方面へ旅立ち、人類の宇宙生活圏拡大に大いに貢献する。

### レディM
2067年を舞台とする『マクロスΔ』（2016年放映）では、星間複合企業体「ケイオス」が擁する戦術音楽ユニット「ワルキューレ」やそれを護衛する「Δ小隊」の運営に関与するとされる「レディ・M（レディMとも表記）」と呼ばれる存在について、メガロード-01との関係がほのめかされる。同作品の第25話においては、バジュラ戦役（2059年）終結後に、ケイオスが惑星ラグナでメガロード-01の周波数と同一であるとされる亜空間からの通信を傍受し、それと同時期にレディ・Mが活動を始めたようだという情報が、イプシロン財団のベルガー・ストーンによって語られる。通信の内容やレディ・Mの正体が物語中で明かされることはない。
『マクロスΔ』の「改・構成」版である『劇場版マクロスΔ 激情のワルキューレ』（2018年公開）でもレディMの存在に触れられるが、正体については言及されない。その続編で2068年を舞台とする『劇場版マクロスΔ 絶対LIVE!!!!!!』（2021年公開）においては、この時代ケイオスに所属するマクシミリアン・ジーナスとエキセドル・フォルモが語るところによると、レディMの正式名称は「レディ・メガロード-01」で、かつて協力機関が傍受したメガロード-01と同一の周波数帯を用いた亜空間からのフォールド通信は、人類種を創造した古代星間文明種族プロトカルチャーが残した「星の歌」や遺跡を解明するプロトコルコードを含むものであったとされ、メガロード-01は次元断層に挟まれて動けない状態にあるという。同作品では反統合政府組織「ヘイムダル」が、新統合政府に影響を与えプロトカルチャーのテクノロジーを制限しているレディMを打倒すべく、亜空間内のメガロード-01を出現させて撃沈しようともくろみ、ケイオスにより阻止される。レディMの正体や目的についてエキセドルは、既知の知性体であるかどうかも不明だとしながら、銀河系の人類種がプロトカルチャーと同じ轍を踏まないよう文明の成熟を見守っていると推測する。メガロード-01が現れる場面では艦内にふたつの人影のようなものが描かれているが、これの正体も物語中では明らかにされないまま終わる。

## メガロード級

### 略歴
- 西暦2003年11月 - 純地球製のマクロス級2番艦「SDF-2」、月面アポロ基地の地下工場において建造開始[7]。
- 2009年2月 - ゼントラーディ軍との第一次星間大戦勃発[7]。
- 2010年3月 - 第一次星間大戦終結[7]。地球統合政府および地球統合軍が壊滅し、機能不全のため、一時建造中断。
- 2010年6月 - 戦後樹立した新統合政府により宇宙戦艦から大型移民船へ仕様変更。メガロード級1番艦メガロード-01と改称して建造再開[6]。
- 2012年9月 - メガロード-01が第1次超長距離移民船団として出航。同型艦メガロード-02、メガロード-03起工[6]。
- 2014年 - 第2次、第3次超長距離移民船団としてメガロード-02、-03出発。以後も定期的に超長距離船団が出発[6]。
- 2016年7月[4] - 第1次超長距離移民船団、銀河系中心付近で消息を絶つ[6]。
- 2025年 - メガロード-13、銀河系中心近くに移民惑星を発見。バロータ星系と命名し、移民開始[6]。
- 2027年 - メガロード-04、次元断層を漂流したすえにサジタリウス渦状肢の先端近くに位置するブリージンガル球状星団の惑星ウィンダミアIVへ辿り着く[8]。
- 2029年5月 - 工場ドック衛星で建造中だったメガロード-24、-25が工場もろとも爆発して喪失[9]。
- 2030年9月 - 次世代型の新マクロス級超大型移民船1番艦進宙[6]。

### 艦番・艦名
以下は『マクロスF』初期アバンタイトルに映る移民船団の航路図より抜粋。メガロード級はすべて地球から出発している。この航路図ではメガロード-04が2013年に惑星エデンに到着しているが、『マクロスF』発表前のシリーズ年表では、惑星エデンは「近距離移民船団が2014年に発見した」とされている。
- SDF-002 メガロード-01
- SDF-003 メガロード-02
- SDF-005 メガロード-04
- SDF-007 メガロード-06
- SDF-010 メガロード-09
- SDF-014 メガロード-13

## 設定の変遷
メガロードの名は、『超時空要塞マクロス』の企画時の仮題『バトルシティー メガロード』に由来する。 “Mega Road” （大いなる道）と “Mega Load” （過積載）を掛け合わせた造語で、過積載とは宇宙戦艦の中に一般市民が暮らす不条理を表現したものである。その姿はテレビアニメ『超時空要塞マクロス』や劇場アニメ『超時空要塞マクロス 愛・おぼえていますか』の作中には登場せず、テレビアニメ最終話の会話で軽く触れる程度だった。実際は最終話に登場する予定があり、SDF-2 メガロードのデザインや早瀬未沙の艦長コスチュームも描かれていたが、シナリオ変更によりお蔵入りとなった。放送後に発売されたムック『THIS IS ANIMATION ザ・セレクト 超時空要塞マクロス（下巻）』（小学館、1983年）にラフデザイン（1983年6月1日付）、『マクロス・パーフェクト・メモリー』（みのり書房、1983年）に設定画が掲載された。またムック『劇場版マクロス スペシャルプレビュー 愛・おぼえていますか』（小学館、1984年）の76頁には、「メガロードの艦橋」のクローズアップ画稿が掲載されている。宮武一貴が描いたSDF-2は、サイズや艦橋、両腕にアームド級宇宙空母が備わっている点以外は、SDF-1 マクロスのマイナーチェンジ版に近い。『アニメージュ』1983年10月号の記事には、2013年9月9日に進宙式が挙行され、2014年2月に銀河系中心方面へ出発予定、乗員は8万人とある。同人誌『SAYONARAは言わないで…』に掲載された宮武一貴の漫画には、SDF-2強攻型の後ろ姿が描かれている。
OVA『超時空要塞マクロス Flash Back 2012』においてSDF-2は初めて映像に登場するが、これは河森正治デザインの「ビデオバージョン」で、宮武のテレビ設定版とは大きく異なる。SDF-1で主砲だった艦首部分に大きく居住スペースが割り当てられたSDF-2は、移民船としての印象を強くするデザインとなった。名称は作中の看板から「MEGAROAD-0×」と読める。この作品はイメージビデオとして年代や人物の設定が特に決められておらず、移民船団がいつ出発したのか、リン・ミンメイが乗艦したのかは明らかにされていない。
続編の『マクロスプラス』や『マクロス7』は宇宙移民が進む2040年代を舞台とし、それに至るシリーズ年表も制作された。メガロードに関しては移民船への変更に伴いSDF-2をメガロード-01に改名したこと、メガロード-01は2012年に出発して2016年に消息不明となったこと、メガロード級が量産されたことなどが新たに設定された。『マクロス7』ではアバンタイトルでビデオ版メガロード-01の出発シーンが描かれ、同作品における敵勢力バロータ軍はメガロード-13が発見したバロータ星系から出現したと説明されている（詳細は「プロトデビルン」を参照）。当時の『アニメージュ』1996年1月号の記事では、ミンメイは2012年に芸能界を引退し生涯独身であったとされ、消息を絶ったことについて触れられているのも一条輝と早瀬未沙のみで、ミンメイがメガロード-01に乗艦していたとはされていない。のちにゲーム『超時空要塞マクロス 愛・おぼえていますか』の特典「リン・ミンメイのさよならメッセージカード」において、ミンメイを乗せたメガロード-01は謎の歌声を追って未知の宇宙へ向かったと記述された。
2059年が舞台の『マクロスF』のアバンタイトルでもビデオ版メガロード-01の出発シーンが描かれている。同作品の放映時期より刊行された分冊百科『マクロス・クロニクル』ではメガロードの2種類のデザインに関し、宮武版（テレビ設定）が宇宙戦艦SDF-2の完成予想図で、河森版（OVA設定）が移民船に設計変更後のメガロード-01であるとの新解釈がなされている。
2068年を舞台とする『劇場版マクロスΔ 絶対LIVE!!!!!!』に登場するメガロード-01は、天神英貴が手掛けた。

## その他の作品での設定

### ゲーム
『超時空要塞マクロスVO』（2001年発売）においては、完成したばかりの「メガロード-02」が太陽系外縁部に旅立つ前に地球圏の騒乱にバルキリー隊を搭載した母艦として駆り出されている。作中設定ではトランスフォーメーションからの主砲発射が可能。また「メガロード-02」「メガロード-03」の生産に関わったとされる複合企業体ルミナスグループの私設軍隊イルミナシオンが秘密裏にマクロス級戦艦「バルバトス」を擁しており、バルバトスには試作の全方位バリアが搭載されている。
『超時空要塞マクロス トゥルーラブソング』（2000年発売）においては、西暦2043年に第2次以降の超長距離移民船団の中核となるメガロード級同型艦「オーディーンIV」が護衛艦隊とともに処女航海へと出る。その帰途に何者かの工作によるフォールド・システムの暴走により、やむなく座標計算を行う間もなく緊急避難的にフォールドを行うが、当初の航路からは26光年も離れた座標にデフォールドしたため、当初の移民の目的を中止し、地球への帰還を目指す。デザインはリファイン後の移民船型ではなく、宮武版をベースにした要塞艦型である。

### 小説
小太刀右京の短編小説「マクロスF カブキ・ウォーバード」（2009年『マクロスエース vol.003』に掲載、『マクロスF フロンティア・メモリーズ』に収録）には、メガロード級「オーディーンII」が登場する。指揮官はバッキーニ提督。艦載機はVF-4GライトニングIII。超長距離移民任務終了後の2040年、既知宙域で単独の移民任務についていたところ、所属不明機の攻撃を受ける。艦載機を撃墜され、逃れるために惑星セフィーラへ緊急フォールドしたところ、重力制御バランサーが故障し惑星に墜落しそうになるが、すんでのところで救助される。

## 『ロボテック』版
アメリカ版『マクロス』こと『ロボテック』の独自設定では、宮武一貴が描いた超時空要塞艦デザイン版のSDF-2「メガロード」は月面地下ではなく地球のマクロスシティで建造され、湖の中に強攻型形態の SDF-1と背中合わせで立っている。アニメ版にこのような描写はないが、1989年発売のコミコ・ザ・コミックカンパニー社 （英語版： Comico: The Comic Company ）の漫画版最終巻（第36巻）では 2014年にキーロン・クラヴシェラ（英: Khyron Kravshera / カムジン・クラヴシェラ）一派の奇襲を受け、SDF-2はキーロンの戦艦の体当たり攻撃で大破し、艦長ヘンリー・J・グローバル（英: Henry J. Gloval / ブルーノ・J・グローバル）は最後の献身によりリサ・ハイエス（英: Lisa Hayes / 早瀬未沙）を脱出ポッドで射出し、リサは唯一の生存者となり、彼女以外の主な艦橋要員が全員死亡する。続く『ロボテック II：センチネルズ』(英語版：Robotech II:The Sentinels) では、2022年に「遠征艦隊軍」 （略語：UEEF 、英語版： Robotech Expeditionary Force）を組織し予想される「プロトカルチャー」の末裔であるゾル人との資源（マトリックス）問題による開戦の危険性を「外交による交渉」と「ディベート」による和平交渉によって回避することを目指し、またこのゾル人ほかに対する同盟締結による軍事力強化によって、きたるべきインビッドとの将来の地球圏内への侵攻を未然に防止、最悪でも防衛戦を有利に展開するために、彼らの（現在の）本拠地である「ヴァリヴェール恒星系 
(英: Valivarre star system) 」 に所在する（現在の）母星である衛星「ティロル」遠征を目指しリサ・ハイエス（早瀬未沙）やリック・ハンター（英: Rick Hunter / 一条輝）らが工場衛星「イコーリティ (英: Equality) 」級で建造されたゼントラーディ艦を改修したSDF-3 パイオニア (英: Pioneer) に乗船し人類初の超長距離の宇宙航海に旅立つ。